# 安東尼奧若昂

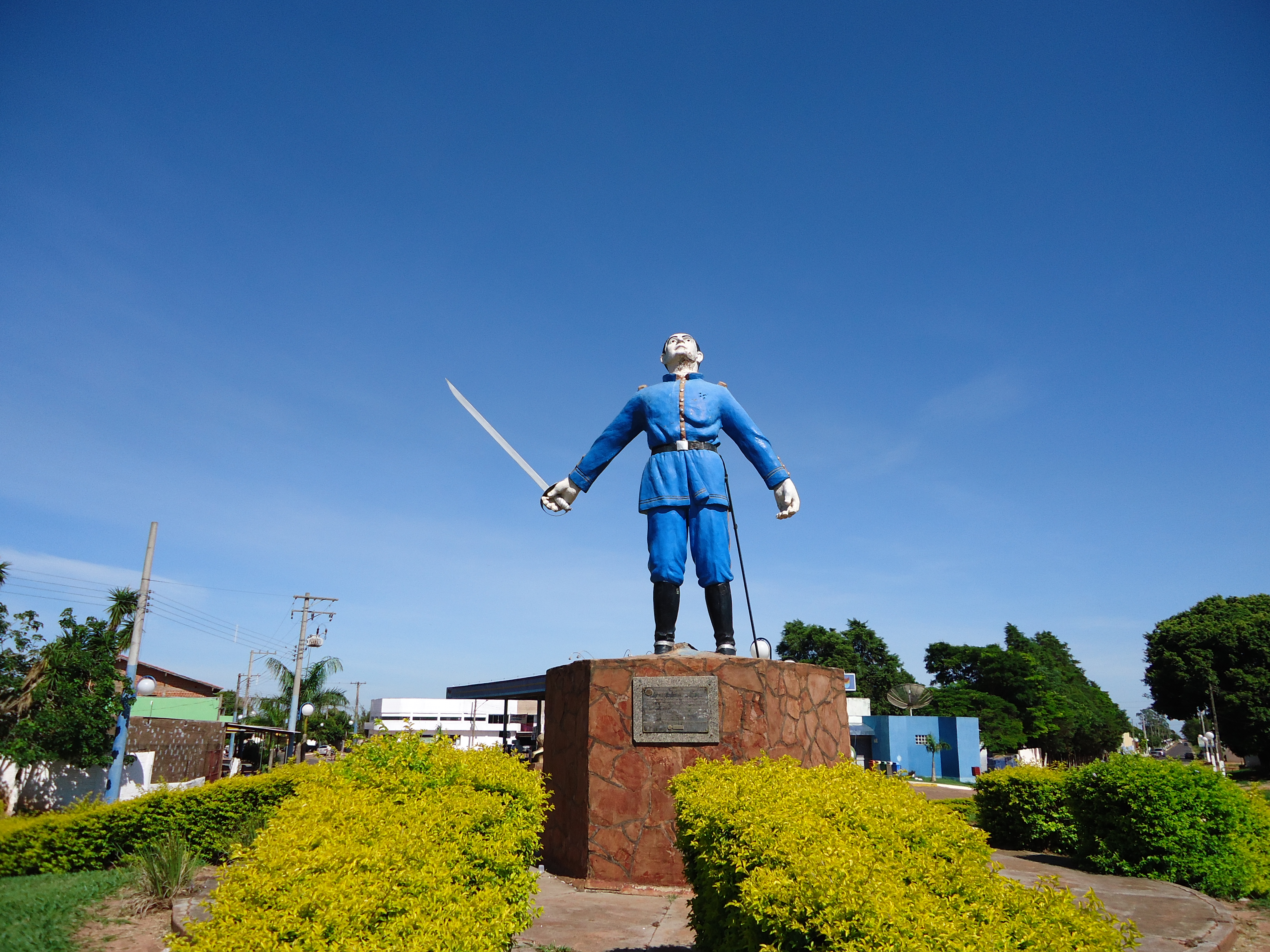
安東尼奧若昂

22°11′28″S 55°57′51″W / 22.19111°S 55.96417°W
安東尼奧若昂（葡萄牙語：Antônio João）是巴西的城鎮，位於該國西部，由南馬托格羅索州負責管轄，始建於1964年3月18日，面積1,144平方公里，海拔高度681米，2011年人口8,269，人口密度每平方公里7.23人。